# Margalida Miranda Bordoy
Margalida Miranda Bordoy   (Barcelona, 1919 - Palma, 8 de juliol de 1979) fou una dirigent esportiva nascuda a Barcelona i establerta a Mallorca.
Miranda era muller de Vicente García Peñaranda, metge i cirurgià, un dels fundadors de la Clínica Peñaranda (centre sanitari de Palma) i famós juntament amb el seu germà Virgilio com a organitzador de tertúlies culturals i per la seva col·laboració amb les organitzacions obreres mallorquines. Aquesta condició li va proporcionar contacte directe i rellevància en el món social i cultural mallorquí.
Després d'enviudar el 1967, Miranda va assolir protagonisme social per sí sola a partir del vessant esportiu, especialment en el futbol i dins un dels clubs més importants de la ciutat, el Club Esportiu Atlètic Balears. Des de 1970 fou presidenta de la comunitat de propietaris de l'Estadi Balear (la Procampo), terreny de joc de l'Atlètic Balears, càrrec que exerciria fins a la seva mort. A més, des de 1974 va formar part de la junta directiva del club blanc-i-blau en successives ocasions.
Des de 1977 el seu nom va sonar com a possible candidata a la presidència del club balearico, un fet sorprenent en una entitat exclusivament masculina en el pla esportiu, presència femenina testimonial en el vessant social i dirigida fins llavors per homes. A mitjans de 1978 va fer pública la seva candidatura, però per manca de suports va haver de renunciar-hi.
Pel seu protagonisme i estima va rebre dos homenatges públics el 1976 i 1978 en l'Estadi Balear, coincidint amb sengles derbis entre l'Atlètic Balears i el RCD Mallorca, quan els dos clubs jugaven a Tercera Divisió.
A més, Miranda va formar part de la comissió que entre 1978 i 1979 estudià la possible fusió entre Atlètic Balears i RCD Mallorca, quan sengles entitats passaven per moments crítics que feien perillar la seva supervivència. Dels deu integrants, representants de les dues entitats, ella era la única dona.
Al morir el 1979 Miranda era coneguda i respectada arreu del món esportiu local, dins i fora del club blanc-i-blau, unànimement i per sobre de rivalitats esportives i personals.
Era neboda del porter del Club Esportiu Europa durant els anys 20, Joan Bordoy i Cañellas. El 2022 l'Atlètic Balears va anunciar la creació del Trofeu Margarita Miranda, un torneig amistós anual en honor a Miranda. El 2023 va ser candidata a rebre la Distinció Cornelius Atticus, màxima condecoració esportiva de les Illes Balears, en categoria pòstuma.